# Capua (chi bướm)
Capua là một chi bướm đêm thuộc phân họ Tortricinae trong họ Tortricidae.

## Các loài
- Capua aeluropa Meyrick, 1926
- Capua arctophaea Meyrick, 1924
- Capua aridela Turner, 1918
- Capua changi Kawabe, 1989
- Capua chloraspis Meyrick, 1924
- Capua cirrhanthes Meyrick, 1921
- Capua coenotoca Diakonoff, 1983
- Capua cornigera Meyrick, 1912
- Capua endocypha Meyrick, 1931
- Capua fabrilis Meyrick, 1912
- Capua liparochra Meyrick, 1928
- Capua lissochrysa Diakonoff, 1976
- Capua morosa Diakonoff, 1975
- Capua oxycelis Diakonoff, 1983
- Capua pantherina (Meyrick, 1908)
- Capua reclina Razowski, 1978
- Capua repentina Razowski, 1978
- Capua semiferana (Walker, 1863)
- Capua spilonoma Meyrick, 1932
- Capua thelmae Diakonoff, 1968
- Capua vulgana (Frolich, 1828)
- Capua zapyrrha Meyrick, 1936